# Albert Kivikas
Albert Kivikas, (né le 18 janvier 1898 à Suure-Jaani, Estonie et mort le 19 mai 1978  à Lund, Suède) , est un écrivain et journaliste estonien.

## Biographie
Albert Kivikas nait dans le comté de Viljandi d'une famille de tisserands. Dans son enfance, il a souvent déménagé avec sa famille. Pour cette raison, de 1907 à 1913, il fréquenta différentes écoles jusqu'à ce qu'il s'installe avec sa mère près de Viljandi, où il étudia dans une école des métiers. En 1916, il poursuit ses études dans une école de commerce publique de Tartu, afin d'éviter la conscription au service militaire pendant la Première Guerre mondiale. Son professeur d’estonien et de français était entre autres Johannes Aavik.
Après le début de la guerre d'indépendance de l'Estonie, la ville de Tartu fut occupée par l'armée rouge le 22 novembre 1918. Kivikas s’enfuit à Viljandi, où il rejoint les forces estoniennes locales sous le commandement de Kaarel Eenpalu.
Au printemps 1919, Kivikas est diplômé d'une école de commerce. Depuis l'automne 1920, il étudie à la faculté de philosophie de l'université de Tartu, où il compte parmi ses professeurs le psychologue Konstantin Ramul et l'écrivain et critique littéraire Gustav Suits. En 1922, Kivikas interrompit ses études et se rendit à Berlin pour travailler en tant que journaliste. En août 1923, il retourne en Estonie. Kivikas s'est installé à Tartu, où il est devenu écrivain et journaliste indépendant. Il était particulièrement connu dans les années 1920, pour ses romans ses récits et ses nouvelles, et était l’un des écrivains estoniens les plus lus.
En 1927, il s'installe à Tallinn. Il a d'abord été critique littéraire au journal Vaba maa, puis de 1931 à 1934, il correspondant du journal Eesti Päevaleht, puis de 1935 à 1938, il dirige la rubrique de la culture du journal Uus Eesti. En même temps, de 1935 à 1938, il a été dramaturge au théâtre dramatique estonien et de 1938 à 1940 à l'opéra national estonien.
Pendant l'occupation allemande en Estonie, Kivikas a travaillé pour le journal Eesti Sõna de 1941 à 1944. De 1941 à 1944 également, il dirige l'Union des écrivains estoniens (Eesti Kirjanike Liit) avant de s'exiler en Finlande puis en Suède jusqu'à la fin de sa vie. Il y travailla comme employé des archives et fut également rédacteur en chef du journal de langue estonienne Eesti Post.
En 1978, Kivikas est décédé à Lund, en Suède. Sa dépouille a été transférée au cimetière boisé de Tallinn le 6 octobre 1990.
Albert Kivikas est principalement connu pour être l'auteur de Nimed marmortahvlil, un roman ayant pour sujet la guerre d'indépendance de l'Estonie. Une adaptation cinématographique en est réalisée en 2002.

## Ouvrages principaux
- Ohverdet konn (Histoires courtes, avec Erni Hiir, 1919)
- Lendavad sead (Histoires courtes 1919)
- Sookaelad (Nouvelles, 1919)
- Mina (Histoires courtes, 1920)
- Verimust (Nouvelles et histoires courtes, 1920)
- Maha lüüriline šokolaad! (Manifeste littéraire, 1920)
- Jüripäev (Roman, 1921)
- Nõuandja (Contes pour enfants, 1921)
- Lumimemm (Contes pour enfants, 1921)
- Verine väits (Nouvelles, 1922)
- Ristimine tulega (Roman, 1923)
- Jaanipäev (Roman, 1924)
- Mihklipäev (Roman, 1924)
- Murrang (Roman, 1925)
- Miniatüürid (Histoires courtes, 1926)
- Süütu (Novelle, 1927)
- Punane ja valge (Nouvelles, 1927)
- Vekslivõltsija (Roman, 1931)
- Nimed marmortahvlil (Roman, 1936)
- Nimed marmortahvlil (Drame, avec August Annist, 1939)
- Karuskose (Roman, 1943)
- Nimed marmortahvlil II (Roman, 1948)
- See on see maa (Poèmes, 1950)
- Nimed marmortahvlil III (Roman, 1951)
- Nimed marmortahvlil IV (Roman, 1954)
- Tulililled (Histoires courtes, 1957)
- Kodukäija (Roman, 1963)